# Egiptologija
Egiptologija je znanost koja proučava Drevni Egipat i egipatske starine te je regionalni i tematski ogranak širih znanstvenih disciplina drevne povijesti i arheologije.
Znanstvenici koji se bave ovom disciplinom nazivaju se egiptolozi, iako se egiptologijom bave i stručnjaci iz drugih, srodnih znanstvenih područja.

## Predmet proučavanja
Egiptologija se bavi istraživanjem područja staroegipatske kulture ( jezik, književnost, povijest, religija, umjetnost, gospodarstvo i etika) od 5. tisućljeća pr. Kr. do kraja rimske vladavine u četvrtom stoljeću. 
Početkom moderne egiptologije smatra se godina 1822., kad je dešifriran sustav egipatskoga pisma - hijeroglifa.

## Povijest

### Rani susreti s drevnim Egiptom
Najznačajniji antički zapis o Egiptu djelo je grčkog povjesničara Herodota koji je u svojoj Povijesti objavio kronologiju Egipta od pretpovijesti do Kambizovog osvajanja Egipta. Herodotove bilješke uključuju opise svakodnevnog života i običaja, mitologiju, rituale i druge posebnosti staroegipatske civilizacije, što predstavlja izuzetno vrijedan rani dokumenat za današnje znanstvenike.
Tijekom razdoblja dinastije Ptolomejevića nastaje Aegyptiaca egipatskog svećenika Manetona, jedan od prvih povijesnih izvještaja o Egiptu, koji uključuje popis egipatskih dinastija i vladara. 
Vrijedne zapise o kulturi i povijesti ostavio je Diodor Sicilski koji je posjetio Egipat u 1. stoljeću pr. Kr. 
Egipat je posjetio Grk Strabon te ga opisao u djelu Geografija, a vjerojatno i Plutarh, koji je zaslužan za zapise o mitologiji drevnog Egipta (1. stoljeće ).
Rimski vladari divili su se građevinama Egipta i uključili su neka od staroegipatskih božanstava u rimski panteon. Car Dioklecijan je oko 300. godine dopremio egipatske sfinge u svrhu ukrašavanja svoje palače u današnjem Splitu.
Tijekom 7. stoljeća započinje dugo razdoblje arapske vladavine na području Egipta, čime je prekinut doticaj kršćanskog zapada s ovim područjem. Ipak i iz ovog razdoblja potječu brojni zapisi arapskih putopisaca, koji bilježe ljepotu i propadanje egipatskih spomenika. Oduševljenje egipatskim bogatstvima primjećuje se u arapskim pripovijestima, a arapski osvajači su već od 9. stoljeća provaljivali u piramide (Keopsova piramida).
Početkom 16. stoljeća Turci osvajaju Egipat, nakon čega je područje iznova postalo dostupno posjetiteljima iz Europe.
Najznačajnija trgovina između Egipta i Europe razvila se na području tadašnje medicine, s obzirom na to da su Europljani vjerovali u čudotovoran prah mumije. U svrhu ove unosne trgovine, trgovci i krijumčari su dopremali egipatske mumije ljudi i životinja u Europu od 16. stoljeća pa sve do pred kraj 19. stoljeća.

### Otkrivanje Egipta tijekom 17. i 18. stoljeća
Znanstveno istraživanje Egipta započinje početkom 17. stoljeća kad je tamo boravio talijanski putnik i istraživač Pietro Della Valle. On je s putovanja donio više mumija i papirusa, koji su ubrzo pobudili interes učenoga svijeta. njemački jezuit Athanasius Kircher je 1643. godine napisao prvu studiju o hijeroglifima Lingua Aegyptiaca Restituta.
Britanski matematičar John Graves izradio je prva mjerenja i nacrte piramida u Gizi, koja je objavio u studiji Pyramidographia, 1646. godine.
Osamnaesto stoljeće obilježeno je sve većim zanimanjem za Egipat. Ostavština predsjednika britanskog Kraljevskog Društva Sir Hansa Sloana (1753.), sa zbirkom egipatskih starina, postala je temeljem suvremenog Britanskog muzeja u Londonu.
Britanac James Bruce objavio je 1790. godine knjigu s crtežima egipatskih građevina Travels to discover the source of the Nile.
Značajno znanstveno istraživanje započelo je u razdoblju Napoleonovog zauzimanja Egipta ( 1798.). 
Francuska ekspedicija bilježila je egipatske povijesne spomenike kao i biljni i životinjski svijet, a tadašnja saznanja objavljena su u Description de l'Egypte (1809.).
Godine 1799. slučajno je otkriven kamen iz Rosette, što je imalo presudan značaj za daljnji razvoj egiptologije.

### Razvoj egiptologije u 19. i 20. stoljeću
Početak 19. stoljeća obilježen je pokušajima dešifriranja egipatskoga pisma, prvenstveno pomoću kamena iz Rossete. Premda je više stručnjaka radilo na ovom području, najveći doprinos pripisuje se Englezu Thomasu Youngu i Francuzu Jean-Françoisu Champollionu.
Upravo je objašnjenje sustava hijeroglifa, objavljeno u radu Champolliona 1822. godine, bio prijelomni trenutak koji označava početak moderne egiptologije.
Porast saznanja o egipatskom pismu i jeziku koji su uslijedili nakon toga otkrića omogućilo je intenzivnije znanstveno pročavanje drevnog Egipta.
S druge strane, mnoga rana istraživanja egipatske civilizacije rezultirala su krijumčarenjem i odnošenjem egipatskih starina u Europu, primjer čega je i talijanski putnik Giovanni Battista Belzoni.
Jedno od prvih važnih djela egipatske egiptologije je Rifa's al-Tahtawi iz oko 1830. godine. No egiptologija unutar Egipta je sporo napredovala u usporedbi sa zapadnjačkom, najviše iz vjerskih razloga (prijezira prema predislamskim antikvitetima od strane dijela Muslimana), kao i zbog zapadnjačkog imperijalizma - sve do dekolonizacije 1920.  -ih godina.
Islamska i moderna egipatska civilizacija bila je pod utjecajem predislamske egipatske kulture kojom se egiptologija bavi.
Tijekom razdoblja 1842. – 1845. godine njemački jezikoslovac i egiptolog Karl Richard Lepsius značajno je pridonio istraživanju Egipta ucrtavanjem zemljovida, iskopavanjima i bilježenjem više arheoloških lokacija. Godine 1849. objavio je svoja otkrića u Denkmaeler aus Augypten und Aethiopien, a godine 1865. postao je prvi voditelj Egipatske zbirke Berlinskog muzeja.
François Auguste Mariette je sredinom 19. stoljeća osnovao najznačajniju muzejsku instituciju Egipta,  današnji Egipatski muzej u Kairu. Mariette je uz pomoć egipatskih vlasti osnovao ured za zaštitu egipatskih spomenika, čime se pokušalo zaustaviti krijumčarenje artefakata iz Egipta. William Matthew Flinders Petrie značajno je pridonio egiptologiji, kroz uvođenje konzervacije terena, snimanje i iskopavanje.
Ekspedicija Howarda Cartera također je donijela značajna nova saznanja na području egiptologije, otkrićima kraljevskih grobnica među kojima je najpoznatija Tutankamonova grobnica.
Povijest devetnaestoga i dvadesetoga stoljeća bilježi brojne vrijedne istraživače koji su pridonijeli egiptologiji, a čiji rad nastavljaju generacije modernih znanstvenika.

## Suvremena egiptologija
U današnje doba Supreme Council for Antiquities nadzire iskopavanja i omogućuje egiptolozima provođenje rada. Ovo područje danas koristi geofizikalne metode i druge moderne osjetljive tehnike u svrhu očuvanja i zaštite izvornih predmeta i nalazišta, čime se otvara polje rada budućim egiptolozima. 
Egipatski jezici (poput hieratskog i koptskog) i egipatska pisma i dalje su od velike važnosti za egiptologiju.
Egiptologija također privlači razne pseudoznanstvene teorije koje ne priznaje većina egiptologa, premda ima izuzetaka. Ovo uključuje ezoteriju i vanzemaljsko, što se ne smatra povijesnim pristupom. Neki kroz egiptologiju u drevnoj egipatskoj civilizaciji prepoznaju elemente New Age-a, ufologije, okultizma, tajnih društava i drugih teorija.

### Pitanja i nepoznanice
Postoje mnoga pitanja u proučavanju Drevnog Egipta, od kojih neka možda nikad neće biti riješena. Egipatska arheologija je u stalnom razvoju, među znanstvenicima postoji više spornih termina i kronoloških podataka. 
Arheološka dokumentacija je često nepotpuna, mnogobrojni posmrtni ostaci i artefakti su izgubljeni ili uništeni. Novija arheološka otkrića dovode u pitanje prijašnje zaključke o drevnom Egiptu. 
Štoviše, postoje i unutrašnji problemi ukupne povezanosti mnogobrojnih dinastija, kao što postoje i problemi usklađivanja egipatske civilizacije s drugim tadašnjim civilizacijama.
Smatra se da se Drevni Egipat javlja kao ujedinjena država najranije 3300. godine pr. Kr. 
Kao neovisna država opstao je do oko 300. godine pr. Kr. No arheološki podaci ukazuju na mogućnost ranijeg postojanja razvijenog egipatskog društva.
Stvaranje pouzdane kronologije drevnog Egipta izaziva teškoće, s obzirom na to da se znanstvenici ne slažu u svim pojedinostima. Postoji općeprihvaćena egipatska kronologija s kojom se većina egiptologa slaže u osnovama, kao i u mnogim detaljima. Neslaganja se javljaju pri preciznim datiranju pojedinih vladara i zbivanja. Razlike se kreću od nekoliko godina u datiranju Kasnog razdoblja, preko desetljeća u Novome Kraljevstvu, pa do stoljeća u Starome Kraljevstvu. Stoga je preporučljivo uzeti u obzir određeni faktor nepouzdanosti u datiranju na Wikipediji, kao i u svakoj drugoj povijesti drevnog Egipta.

## Egiptologija u Hrvatskoj

### Povijest hrvatske egiptologije
U Hrvatskoj je tijekom 19. stoljeća osnovana je orijentalistička muzejska zbirka današnjeg Arheološkog muzeja u Zagrebu. Građa ove najveće hrvatske zbirke staroegipatske povijesti utemeljena je 1862. godine donacijom Zagrebačke mumije i otkupom dijela zbirke baruna Kollera 1868. Značajniju građu posjeduju i muzeji u drugim hrvatskim gradovima poput Dubrovnika, Splita, Pule, Muzej Mimara i drugi. Više je hrvatskih znanstvenika djelovalo na području egiptologije od 19. stoljeća do danas. Izuzetno je vrijedan doprinos Šime Ljubića, ravnatelja Arheološkog muzeja u Zagrebu (tadašnjeg Narodnog muzeja), koji je objavio prvi katalog egipatske zbirke 1871. godine. Zahvaljujući Ljubiću, svjetski poznati egiptolozi posjećivali su Zagreb te sudjelovali u proučavanju zbirke.
Tijekom 20. stoljeća u Hrvatskoj su objavljivani radovi iz područja egiptologije i ostvarena je suradnja s egipatskim institucijama. No ipak je prevladavalo zanimanje za spomenike grčko-rimskog razdoblja, a na stagnaciju je velikim dijelom utjecao i nedostatak prevedenih radova iz ovoga područja.

### Suvremena hrvatska egiptologija
U novije doba interes i znanje povećavaju se, no suvremeni hrvatski egiptolozi susreću se s brojnim poteškoćama. Institucije koje tijekom čitavog razdoblja aktivno rade na području egiptologije su Arheološki muzej u Zagrebu i Katedra za staru povijest Odsjeka za povijest Filozofskog fakulteta u Zagrebu te Odjel za povijest Hrvatskih studija u Zagrebu.
Među najznačajnijim suvremenim egiptolozima treba spomenuti Petra Selema, profesora povijesti i povijesti umjetnosti staroga vijeka na Filozofskom fakultetu u Zagrebu, Igora Uranića, kustosa egiptologa Arheološkog muzeja u Zagrebu, Mladena Tomorada, povjesničara, muzeologa i egiptologa na Hrvatskim studijima Sveučilišta u Zagrebu te Kristinu Šekrst, lingvisticu i egiptologinju.
Velik značaj ima pokretanje projekta Croato-Aegyptica electronica, baze podataka egipatskih spomenika u Hrvatskoj, pod vodstvom Mladena Tomorada. Ovaj projekt otvara nove mogućnosti u predstavljanju egipatske spomeničke građe u Hrvatskoj te uključuje hrvatsku egiptologiju u suvremene svjetske tokove.
U Zagrebu je od 18. lipnja do 21. lipnja 2012. održana i međunarodna znanstvena konferencija Istraživanje povijesti i kulture starog Istoka i Egipta na prostoru jugoistočne Europe na kojoj je tridesetak znanstvenika iz više zemalja prikazalo rezultate multidisciplinarnih istraživanja starog Istoka i Egipta. U sklopu Arheološkoga muzeja u Zagrebu održan je prvi tečaj srednjoegipatskoga pisma i jezika u Hrvatskoj, pod vodstvom Igora Uranića i Kristine Šekrst. U sklopu muzeja održane su egiptološke izložbe kustosa Uranića: Bogovi, duhovi i demoni starog Egipta (1999.), te Mumije: znanost i mit (2012.), a 2014. godine pokrenuta je i Zagrebačka egiptološka škola. Od 2013. na Filozofskome fakultetu u Zagrebu predaje se Srednjoegipatski jezik i pismo (Kristina Šekrst i Igor Uranić), a godine 2014. Kristina Šekrst i Igor Uranić objavili su prvu gramatiku staroegipatskoga jezika na ovim prostorima s međunarodnom recenzijom Staroegipatski jezik: gramatika, pismo i lingvistički uvod.
Godine 2015. u Zagrebu je pod vodstvom Mladena Tomorada održana "7. europska egiptološka konferencija"., a iste se godine nastavila Zagrebačka egiptološka škola i napredne grupe prevođenja pod vodstvom Igora Uranića, Kristine Šekrst te Porina Šćukaneca Rezničeka. Rezultat je naprednih grupa prevođenja i prvi anotirani, gramatički analiziran i u cijelosti preveden staroegipatski tekst na hrvatskome jeziku Rasprava čovjeka i njegove duše.

## Vanjske poveznice
Mrežna mjesta
- Egiptologija  Arhivirana inačica izvorne stranice od 10. ožujka 2016. (Wayback Machine), portal Arheološkog muzeja u Zagrebu
- Zagrebačka egiptološka škola, egiptologija.wordpress.com
- Croato-Aegyptica Electronica  Arhivirana inačica izvorne stranice od 2. ožujka 2016. (Wayback Machine), stranice projekta
- www.egyptology.com (engl.)
- Arcaeology, časopis Američkog arheološkog instituta (engl.)
- Mladen Tomorad, Web stranice i baze za istraživanje i nastavu kultura i civilizacija starog vijeka, Hrčak